# Roccamontepiano
Roccamontepiano – miejscowość i gmina we Włoszech, w regionie Abruzja, w prowincji Chieti.
Według danych na rok 2004 gminę zamieszkiwało 1965 osób, 109,2 os./km².